# Llora verda

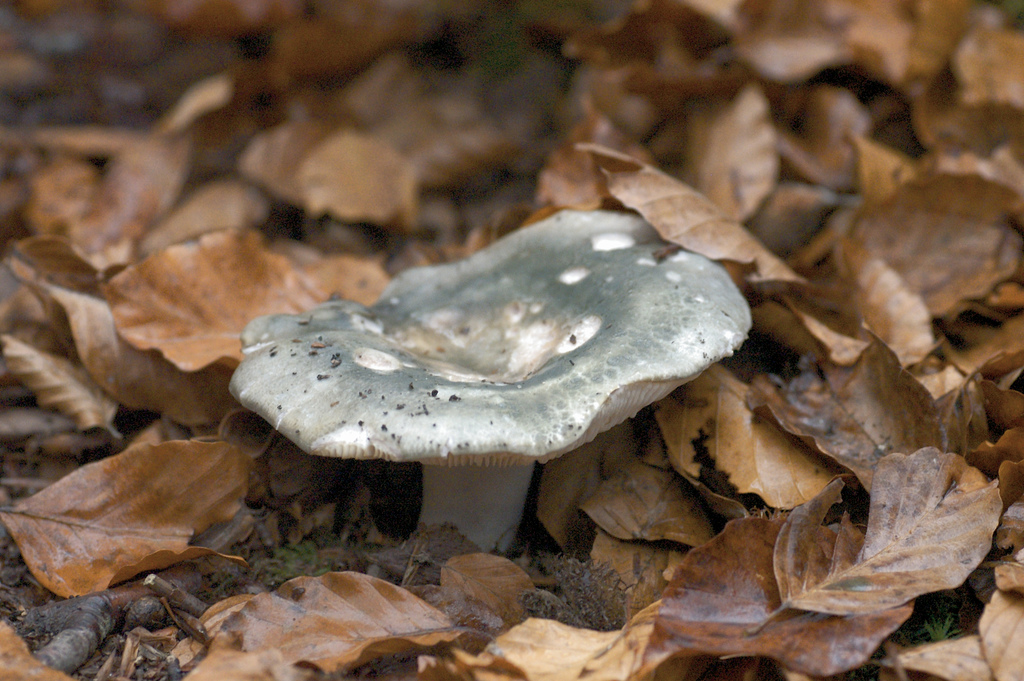
Exemplar de llora clapada.

La llora verda o llora clapada (Russula virescens) és una espècie de fong de l'ordre dels russulals (Russulales), família de les russulàcies. És una cualbra del grup de les llores.

## Morfologia
El seu barret pot arribar als 15 cm i és molt sòlid. Primerament arrodonit, després més estès, és de color blanquinós i està cobert per una cutícula clivellada que, a mesura que el cos fructífer es faci adult, esdevindrà verdós.
Les làmines són blanques, molt acostades, fràgils, de vegades amb taquetes groguenques. El peu és esponjós, cilíndric, blanc, pruïnós i sovint tacat de marró. Té una carn molt consistent, blanca, amb una forta olor de fong i de sabor dolç.

## Hàbitat
Neix des de la primavera fins a la tardor en boscos de planifolis.

## Risc de confusió amb altres espècies
La llora clapada es pot confondre amb altres rússules de tonalitat verdosa. Per exemple, la llora (Russula cyanoxantha), que també és comestible, té el capell grisós però, de vegades, pren reflexos verdosos. Amb tot, el tret més característic de la llora blanca és que presenta el capell clivellat.
Per assegurar-se que es tracta d'un exemplar comestible, a més, es pot tastar un bocinet: si és coent s'ha de rebutjar però, si la carn és dolça, es pot consumir perfectament.

## Comestibilitat
És un bolet comestible excel·lent i, fins i tot, pot menjar-se crua en amanides. La gent que la coneix bé la qualifica del nivell del cep o de l'ou de reig. Amb tres o quatre exemplars ben sans es pot fer un bon àpat.
Al País Basc és dels bolets més apreciats, on se'ls diu gibelurdin, variant d'ubelurdin "blau-violeta", compost de ubel "violeta" i urdin "blau", donat el color d'aquest bolet.